# نكد طنجي
النكد الطنجي أو مرار أو نكد أو خزام  أو مكنان واسمه العلمي (باللاتينية: Reichardia tingitana) نوع نباتي ينتمي إلى جنس النكد من الفصيلة النجمية.

## الموئل والانتشار

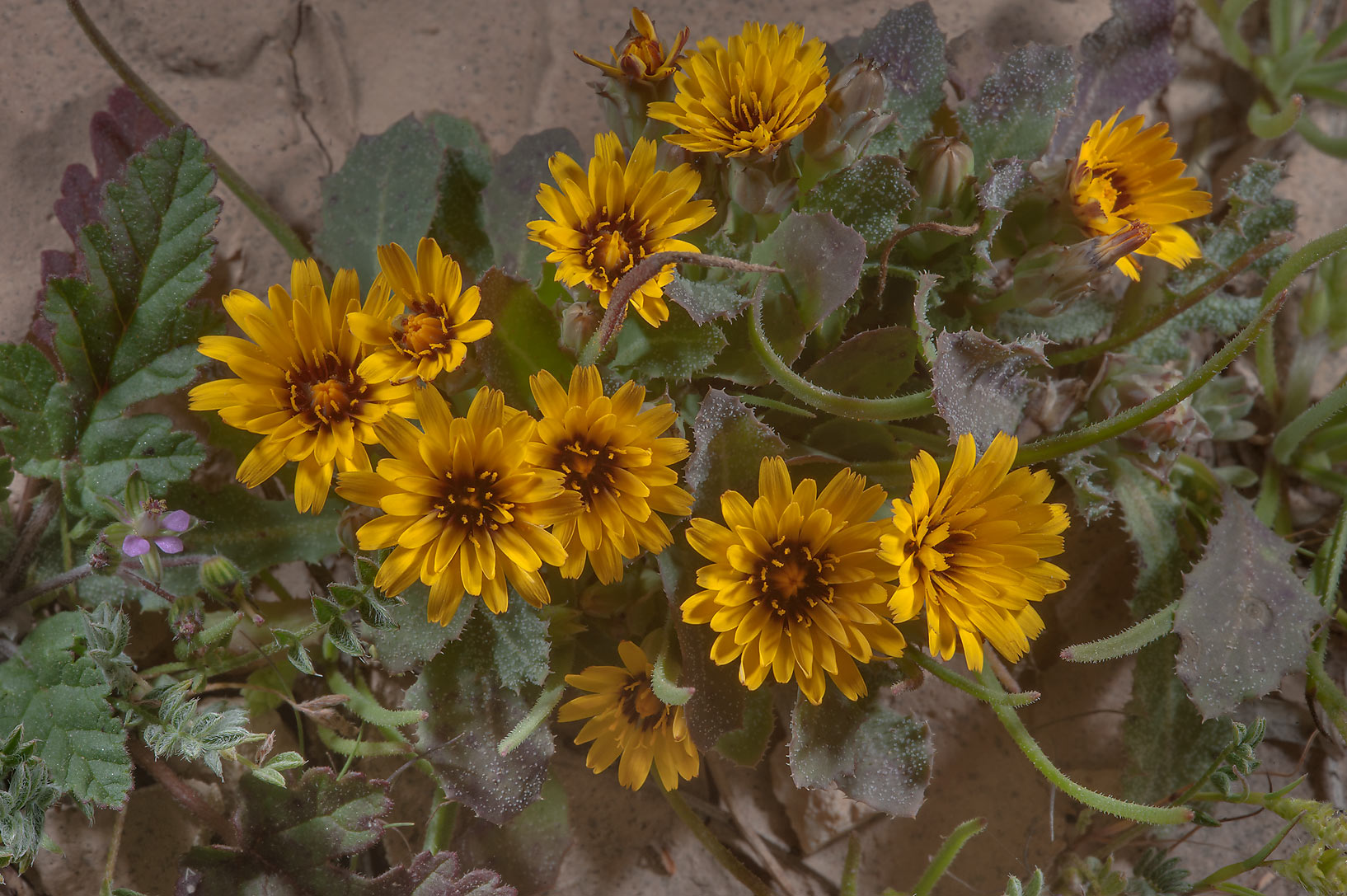
نبته خزام في قطر

موطنه بلاد الشام ومصر والمغرب العربي وبعض مناطق حوض البحر الأبيض المتوسط.

## الوصف النباتي
عشبة حولية ذات ترتيب ورقاني قاعدي، يبلغ طولها ما بين 10 إلى 25 سم، أوراقها غُدية بيضاء وساقها الزهري يرتفع بطول 3 سم، أزهارها صفراء داكنة اللون في المنتصف، القنابات القلافية كبيرة وذات حافة شاحبة.

## مرادفات للاسم العلمي
- (باللاتينية: Scorzonera tingitana L.)
- (باللاتينية: Picridium tingitanum (L.) Desf)
- (باللاتينية: Reichardia runcinata Moench, nom. illeg.)
- (باللاتينية: Picridium arabicum DC)
- (باللاتينية: Picridium discolor Pomel)
- (باللاتينية: Picridium orientale (L.) DC)
- (باللاتينية: Reichardia arabica (DC.) Fiori)
- (باللاتينية: Reichardia runcinata Moench)